# Бромптон, Ричард
Ричард Бромптон (англ. Richard Brompton; 1734—1783) — английский художник-портретист, с 1780 года работавший при дворе Екатерины II.

## Биография
Ученик Бенджамина Вильсона. Переселившись из Англии в Италию, он жил некоторое время в Риме, где обучался у Рафаэля Менгса.
В Венеции, куда он последовал за своим покровителем графом Нортгемптоном, Бромптон создал портреты герцога Йоркского и других английских вельмож. По возвращении в Англию был избран в члены Лондонской академии художеств. Выставлялся с Обществом художников, президентом которого был избран.
С 1780 по 1783 гг. работал в Санкт-Петербурге (поначалу в тандеме с Э. Ф. Каннингэмом) и был востребован как искусный портретист. Умер в 1783 году в Царском Селе.

## Творчество
Из написанных им в России портретов наиболее известны: несколько портретов Екатерины II (1778, отличающийся оригинальным выражением лица, 1781 и 1782 гг.), великих князей Александра Павловича (1780 г.)  и Константина Павловича (1781 г.), ставшие образцами изображения наследников в юном возрасте. Неоконченное Бромптоном изображение Екатерины на фоне флота получило воплощение в портрете императрицы в храме Минервы Д. Г. Левицкого.

## Галерея

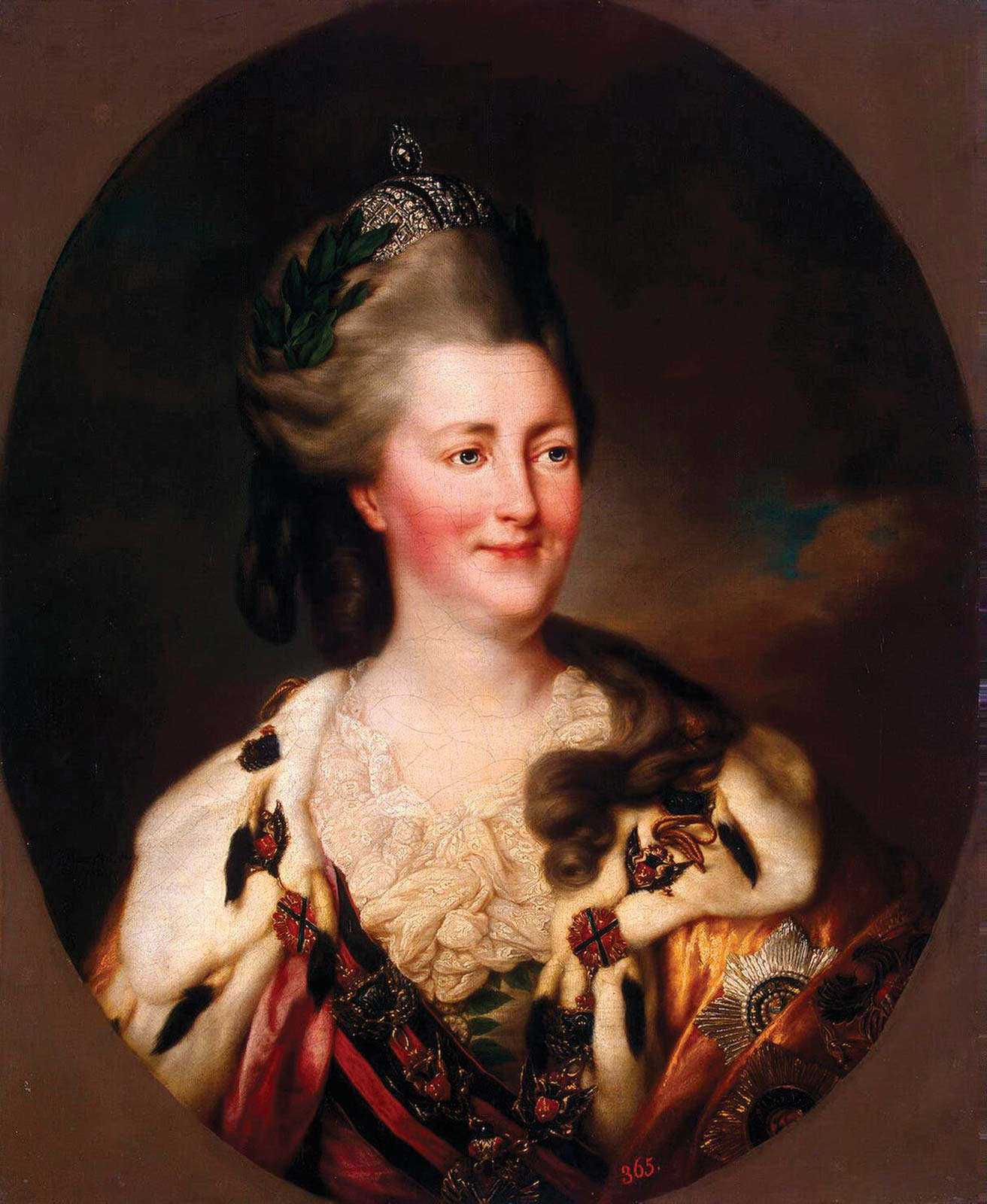
Екатерина II (1782, Эрмитаж)
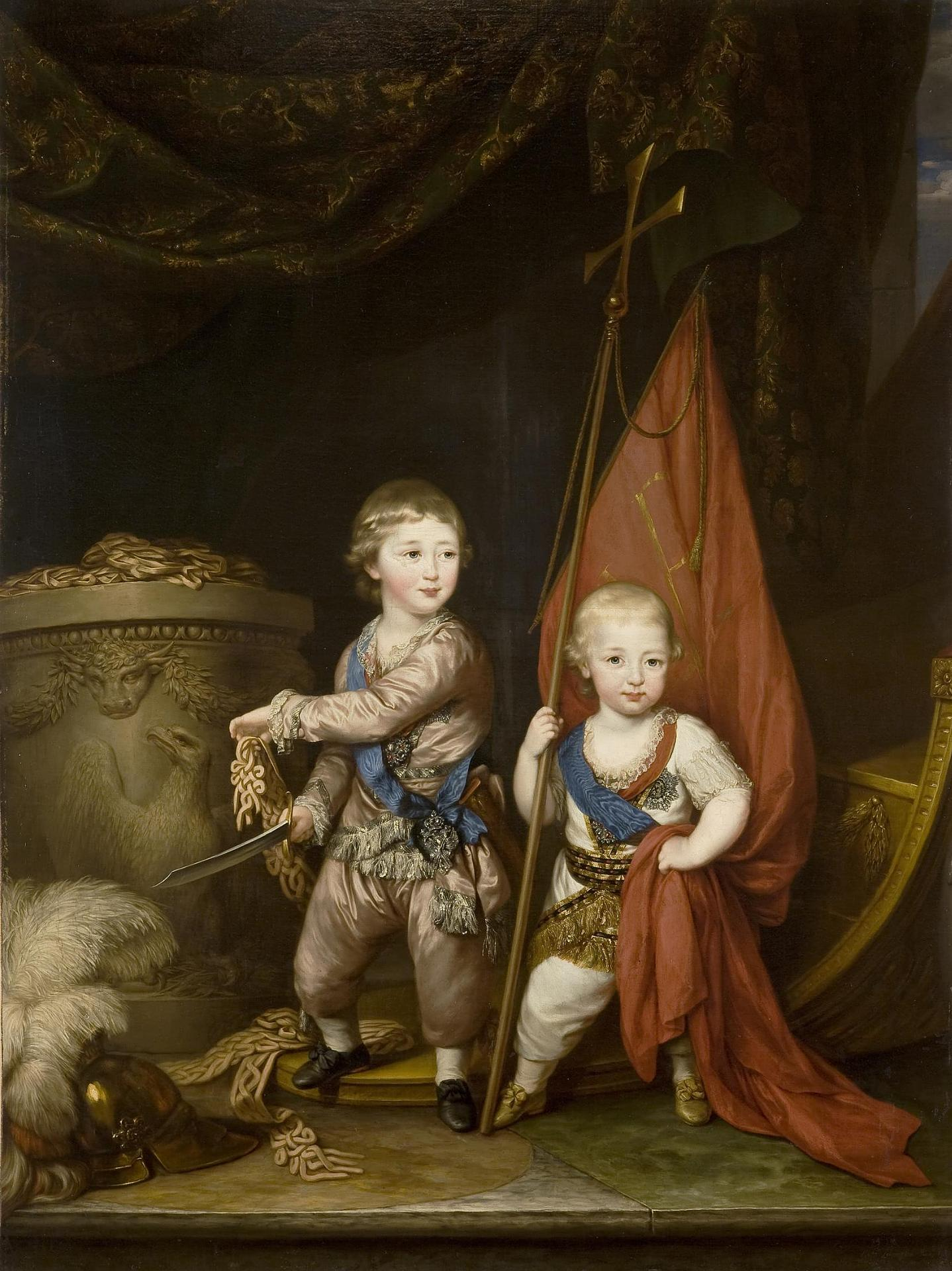
Великие князья Александр и Константин (1781, Эрмитаж)
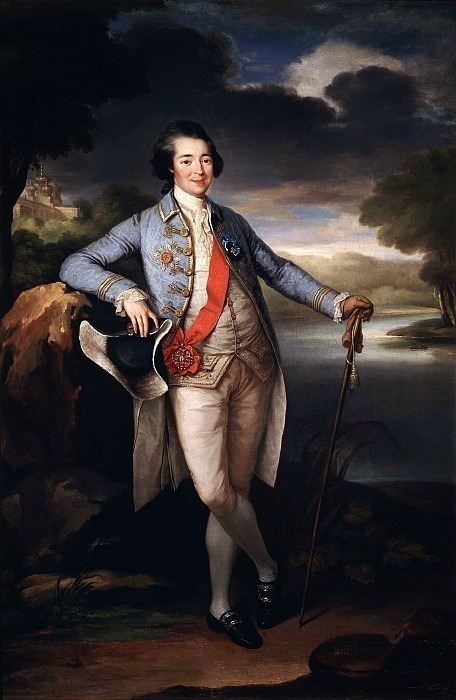
«Бриллиантовый князь» А. Б. Куракин (1781, Третьяковская галерея)
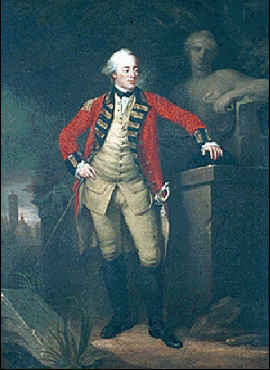
Иоганн Людвиг фон Вальмоден (ок. 1770, Музей земли Нижняя Саксония, Ганновер)
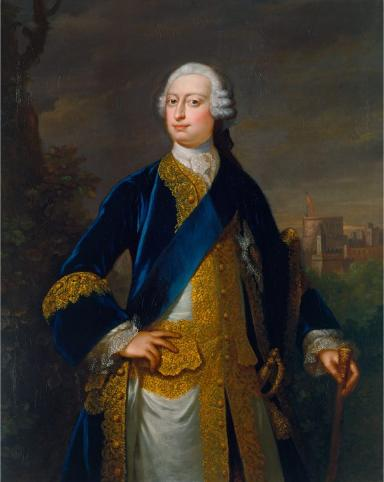
Фредерик, принц Уэльский (1771, Королевская коллекция)
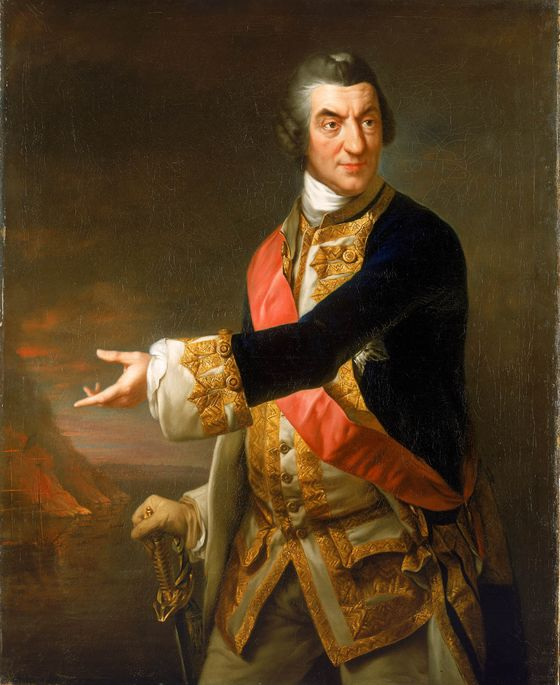
Адмирал Чарльз Сондерс (ок. 1773, Национальный морской музей)
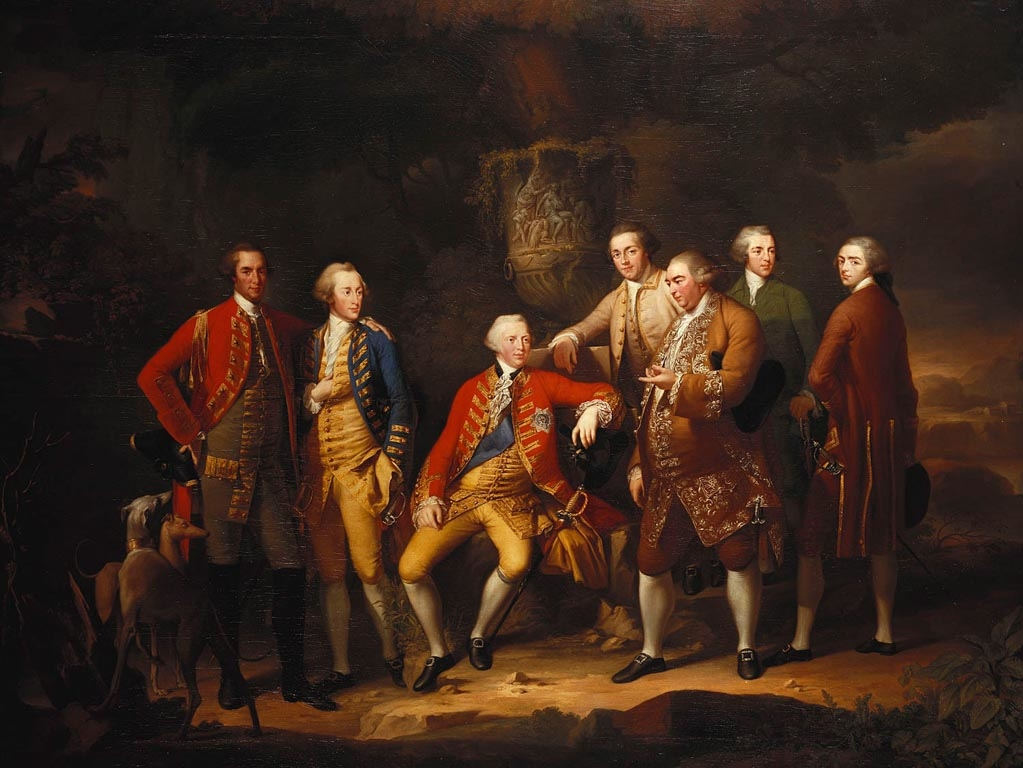
Эдуард, герцог Йоркский и Олбани с друзьями в Венеции (кк. 1764—1765, Британская королевская коллекция)
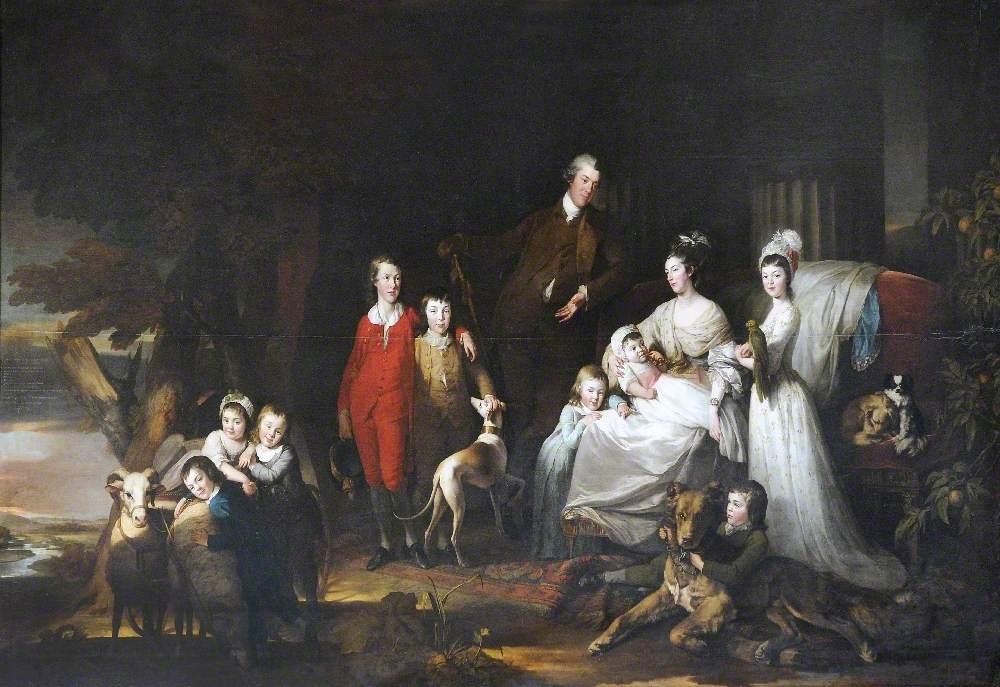
Ямайский плантатор Генри Доукинс (англ.[англ.]; англ. Henry Dawkins) со своим семейством (Британский национальный фонд)